# Waidhofen an der Ybbs
Waidhofen an der Ybbs ist eine Statutarstadt mit 11.062 Einwohnern (Stand 1. Jänner 2025) in Niederösterreich. Die Geschichte der Stadt wurde von ihrer jahrhundertelangen Stellung als Zentrum der Eisenverarbeitung geprägt. 2016 wurde Waidhofen a. d. Ybbs der Ehrentitel „Reformationsstadt Europas“ durch die Gemeinschaft Evangelischer Kirchen in Europa verliehen.

## Geografie
Die Stadt Waidhofen an der Ybbs liegt im Südwesten Niederösterreichs in den niederösterreichischen Eisenwurzen im Mostviertel und grenzt im Westen an das Bundesland Oberösterreich. Die Stadt gehört in der Systematik der Landwirtschaftlichen Kleinproduktionsgebiete zu den Niederösterreichischen Kalkalpen, die zum Hauptproduktionsgebiet österreichische Voralpen gehören.
Waidhofen an der Ybbs ist eingebettet in voralpine Höhenzüge auf 362 m Seehöhe (gemessen bei der Stadtpfarrkirche). Der Fluss Ybbs durchschneidet die Stadt schluchtartig. Die höchste Erhebung des Gemeindegebietes ist der 1115 m hohe Wetterkogel (an der Gemeindegrenze zu Opponitz). Die Hausberge Waidhofens sind der Buchenberg (790 m) und der Schnabelberg (958 m). Zum Verwaltungsgebiet der Stadt gehören auch die vier Orte Windhag (711 m), Konradsheim (651 m), St. Leonhard am Walde (714 m) und St. Georgen in der Klaus (665 m). Die Fläche der Stadt ist zu 48,62 % von Äckern und Weiden sowie zu 43,88 % von Wald geprägt.

### Geologie
Waidhofen an der Ybbs befindet sich am Übergang der Nördlichen Kalkalpen zur penninischen Flyschzone. Dazwischen eingeklemmt und kompliziert tektonisch eingeschuppt liegen die ultrahelvetische Grestener Klippenzone und die penninische Ybbsitzer Klippenzone.
Die kalkalpinen Gesteine, vorwiegend Hauptdolomit und Opponitz-Formation, finden sich südlich des Stadtkerns, z. B. am Buchenberggipfel, dem Schnabelberg und bis zum Wetterkogel hin.
Die Grestener Klippenzone besteht aus leicht erodierbaren bunten Mergeln von Kreide bis Paläogen (Buntmergelserie) und Härtlingen aus Kalken der Jura bis Kreide, zieht von der Pöchlau (Hochkogel) über die Klippe von Konradsheim und Vordereck zum Stadtkern und quert die Ybbs nach Zell Arzberg und Schwarzenberg hinüber.
Die Ybbsitzer Klippenzone, die hier vor allem aus Flysch-ähnlichen Gesteinen besteht, ist hier in zwei Äste aufgespalten: Der südliche zieht vom nördlichen Unterhang des Buchenbergs über die Ybbs zum Gehöft Großöd nach Osten; der nördliche beginnt im nördlichen Schwarzenberg, quert den Urnbach nach Norden und erstreckt sich über den Südteil von St. Leonhard in das Quellgebiet des Urnbachs.
Der ganze Nordteil der Stadtgemeinde vom Hirschberg über den Norden von Rien, St. Georgen in der Klaus, Windhag bis St. Leonhard am Walde gehört zur Flyschzone, die aus Sandsteinen, Mergeln und Tonsteinen der Oberkreide bis Paläogen besteht und zum Rutschen (schwyzerdütsch flyschen) neigt.

### Klima
|                        | Jan  | Feb  | Mär  | Apr  | Mai  | Jun  | Jul  | Aug  | Sep  | Okt  | Nov  | Dez  |   |      |
| Mittl. Temperatur (°C) | −1,5 | −0,3 | 3,7  | 8,4  | 13,7 | 16,7 | 18,5 | 17,7 | 13,5 | 8,6  | 3,4  | −0,6 | ⌀ | 8,5  |
| Mittl. Tagesmax. (°C)  | 2,3  | 4,3  | 9,1  | 14,7 | 20,0 | 22,6 | 24,7 | 24,2 | 19,4 | 14,1 | 7,2  | 2,7  | ⌀ | 13,8 |
| Mittl. Tagesmin. (°C)  | −4,5 | −3,6 | 0,0  | 3,5  | 8,2  | 11,4 | 13,1 | 12,9 | 9,6  | 5,1  | 0,7  | −3,2 | ⌀ | 4,5  |
|                        |      |      |      |      |      |      |      |      |      |      |      |      |   |      |
| Niederschlag (mm)      | 78   | 72   | 96   | 78   | 105  | 128  | 136  | 122  | 109  | 75   | 84   | 83   | Σ | 1166 |
|                        |      |      |      |      |      |      |      |      |      |      |      |      |   |      |
| Luftfeuchtigkeit (%)   | 74,0 | 65,7 | 58,8 | 51,8 | 50,7 | 54,2 | 53,4 | 53,9 | 59,7 | 65,6 | 74,9 | 78,8 | ⌀ | 61,8 |

| −4,5 |

| −3,6 |

| 0,0 |

| 3,5 |

| 8,2 |

| 11,4 |

| 13,1 |

| 12,9 |

| 9,6 |

| 5,1 |

| 0,7 |

| −3,2 |

| −4,5 |

| −3,6 |

| 0,0 |

| 3,5 |

| 8,2 |

| 11,4 |

| 13,1 |

| 12,9 |

| 9,6 |

| 5,1 |

| 0,7 |

| −3,2 |

### Gemeindegliederung
Seit 1972 bilden die Gemeinden Waidhofen-Land, Zell an der Ybbs, Windhag und St. Leonhard zusammen mit der Stadtgemeinde die Großgemeinde Waidhofen an der Ybbs.
Das Gemeindegebiet umfasst folgende 10 Ortschaften (in Klammern Einwohnerzahl Stand 1. Jänner 2025):
- Konradsheim (613)
- Kreilhof (295)
- Rien (602)
- St. Georgen in der Klaus (555)
- St. Leonhard am Walde (468)
- Waidhofen an der Ybbs (3609)
- Windhag (1715)
- Wirts (551)
- Zell Arzberg (1152)
- Zell Markt (1502)

Die Gemeinde besteht aus den Katastralgemeinden Konradsheim, Kreilhof, Rien, St. Georgen in der Klaus, St. Leonhard am Walde, Waidhofen an der Ybbs, Windhag, Wirts, Zell Arzberg und Zell Markt.

### Nachbargemeinden
Die Nachbargemeinden von Waidhofen an der Ybbs sind:
- Randegg
- Biberbach
- Neuhofen an der Ybbs
- Sonntagberg
- Allhartsberg
- Ertl
- Opponitz
- Seitenstetten
- Ybbsitz
- Maria Neustift
- Gaflenz

## Geschichte

### Name
Die Herkunft des Namens ist unsicher. Nach alter Überlieferung leitet er sich von einem Waidhof (d. h. Jagdsitz) der bischöflich-Freisinger Vögte ab. Eine neuere Theorie geht von einem Zusammenhang des Namens mit der Weidewirtschaft aus.

### Mittelalter
1033 wurden die schon seit 955 bestehenden Besitzungen des Freisinger Bistums im Gebiet des unteren Ybbstales durch Schenkung von Kaiser Konrad II. (990–1039) bis zur steirischen Grenze ausgedehnt. Die erste Erwähnung des Namens waidhouen und einer capella (Seelsorgestelle) ist 1186 in einer Bestätigungsurkunde von Papst Urban III. (1120–1187) belegt. Im Jahre 1215 wird erstmals der Begriff forum (Markt, Wirtschaftsstandort) für Waidhofen verwendet.
Die Bedeutung der im 12. Jahrhundert errichteten Burg war anfangs sehr gering, da der Verwaltungssitz für die Freisinger Gebiete im oberen Ybbstal die Burg Konradsheim (3 km vom Stadtzentrum) war. Da der Freisinger Vogt Konrad II. Graf von Peilstein († 1195), der selbst weite Gebiete im heutigen Niederösterreich besaß, diese Burg ohne Erlaubnis des Lehnsgebers errichtete, entbrannte ein Generationen dauernder Rechtsstreit, der erst durch das Aussterben der Peilsteiner (bzw. einer letzten Seitenlinie) 1218 mit Rückfall aller Besitzungen an Freising endete.
In den darauffolgenden Jahrzehnten erfolgten die erste Befestigung und der planmäßige Ausbau der Stadt an der strategisch günstigen Terrasse am Zusammenfluss von Ybbs und Schwarzbach.
Waidhofen besitzt keine Stadterhebungsurkunde, doch wird es schon 1273 erstmals in einem Schriftstück als civitas (Stadt) bezeichnet. Seit dieser Zeit besteht auch die typische Anlage der beiden parallel verlaufenden Stadtplätze auf unterschiedlicher Höhenstufe.
Im Zuge einer Auseinandersetzung zwischen dem Habsburger Herzog Rudolf IV. (1339–1365) und dem Hochstift Freising kam es 1360 zur Besetzung der Burg Konradsheim und der Stadt. Die Burg wurde unter nicht genau geklärten Umständen abgebrochen, weshalb nach dem Friedensschluss fünf Jahre später das schon recht bedeutende Waidhofen Sitz der Freisinger Pfleger und damit der Landgerichtsbarkeit wurde.
Der Freisinger Bischof Berthold von Wehingen, gleichzeitig Kanzler von Österreich, ließ zwischen 1390 und 1410 das Verteidigungssystem der Stadt durchgreifend modernisieren, unter anderem durch den Bau von 13 Türmen entlang der Mauern.

### Zentrum der Eisenverarbeitung
Ab dem 12. Jahrhundert begann am steirischen Erzberg der Eisenerzabbau. In Waidhofen an der Kreuzung zweier Handelsstraßen (aus dem Ybbstal bzw. aus Weyer im Ennstal) entwickelten sich rasch die ersten Schmiedebetriebe. Im Jahre 1236 besang der Minnesänger Neidhart von Reuenthal die Qualität eines Waidhofner Schwertes. Die Eisenwurzen als dezentraler – aber wohlorganisierter – Wirtschaftsraum entstand erst im Spätmittelalter. Damals wurden in dieser Region 10 %, und um die Mitte des 16. Jahrhunderts sogar 20 % der europäischen Eisenproduktion abgewickelt.
Waidhofen wurde neben Steyr zum wichtigsten Zentrum der Eisenverarbeitung. Zum Zeitpunkt der Hochblüte im 14. und 15. Jahrhundert waren in der Stadt 200 Schmiedebetriebe der unterschiedlichen Sparten aktiv und handelten mit den Erzeugnissen nicht nur im gesamten Habsburgerreich, sondern exportierten diese auch über Venedig in den Vorderen Orient. Aus dieser Zeit stammt der Waidhofener Wahlspruch: Ferrum chalybsque urbis nutrimenta, deutsch „Eisen und Stahl ernähren die Stadt“. Zeichen für den Wohlstand dieser Zeit sind die spätgotische Stadtpfarrkirche und die einzigartige Messerer-Monstranz.

### Ungarn und Türken
Zahlreiche Gefahren bedrohten die Stadt durch die Jahrhunderte: So kämpften die Ungarn 1490 vergeblich vor den Mauern der Stadt und versuchten danach, Waidhofen durch eine Belagerung in die Knie zu zwingen, was aber durch den überraschenden Tod des Ungarnkönigs Matthias Corvinus (* 1443; † 1490) verhindert wurde.
Das markanteste Ereignis der Stadtgeschichte fand 1532 statt: Nach der ersten Wiener Türkenbelagerung (1529) zogen in einem weiteren Vorstoß berittene, leichtbewaffnete Hilfstruppen (Akıncı) als Renner und Brenner durch Niederösterreich und verwüsteten in einer Art Terrorkrieg das Land. Den 500 Bewaffneten, die Waidhofen aufbieten konnte, gelang es in drei Ausfällen ohne wesentliche Kampfhandlungen, die Feinde in die Flucht zu schlagen. Diese mussten reiche Beute zurücklassen so wie auch ihre Gefangenen, die aber großteils vorher von ihnen ermordet worden waren: 339 Zivilisten kamen so ums Leben. Dank den Mitteln durch den „Türkenschatz“ wurde der Stadtturm auf 50 m aufgestockt. In der Waidhofner Geschichtsschreibung wurde vor allem im 19. und frühen 20. Jahrhundert dieses Ereignis zur heldenhaften Bewährungsprobe Waidhofens hochstilisiert.

### Niedergang im 16. Jahrhundert
Im 16. Jahrhundert kam es zum wirtschaftlichen Niedergang der Stadt, der vor allem auf der Bevorzugung der landesfürstlichen Stadt Steyr durch Kaiser Maximilian I. (* 1459; † 1519) im harten Konkurrenzkampf um die Metallverarbeitung beruhte. Auch von schweren Stadtbränden und Schädlingsplagen wird aus dieser Zeit berichtet.
Die größte Katastrophe Waidhofens entwickelte sich im Zuge der Gegenreformation: Entsprechend den weitläufigen Handelsbeziehungen waren zahlreiche junge Waidhofner an der Universität Wittenberg in Sachsen inskribiert. Einer von ihnen, der Dramatiker Paul Rebhun, wurde sogar zu einem engen Mitstreiter Martin Luthers. Die neuen Ideen fassten schnell in Waidhofen Fuß, und Ende des 16. Jahrhunderts war die Stadt großteils protestantisch. Gleichzeitig gebärdete sich die Stadt als von Freising faktisch unabhängig und ignorierte das kaiserliche Generalmandat von 1585. Die aufkeimende Gegenreformation nutzend, gelang es dem Bischof, den Landesfürst Rudolf II. auf seine Seite zu bringen, und 1587/88 wurde der gesamte protestantische Stadtrat von einer kaiserlichen Kommission abgesetzt und des Landes verwiesen. Der Stadtschreiber Wolf Ebenperger, Führer der protestantischen Gemeinde, wurde im Schlossturm unter miserablen Bedingungen eingekerkert, wo er nach zwei Jahren verstarb. 1590 vertrieben die Bewohner die Reformkommission, und es gab einen Aufstand gegen die gegenreformatorischen Maßnahmen. Der Landesfürst ergriff wirtschaftliche Sanktionen gegen die Stadt, so dass der Widerstand zusammenbrach. Vor allem um 1600 wurde die Rekatholisierung durch die freisingischen Pfleger kompromisslos durchgesetzt, und viele Schmiedefamilien wanderten in protestantische Gebiete aus; nahezu die Hälfte der Häuser stand nun leer. Die Krise war nachhaltig: Noch 100 Jahre später waren 87 Häuser in Waidhofen unbewohnt.

### Gegenreformation und Blütezeit des 18. Jahrhunderts

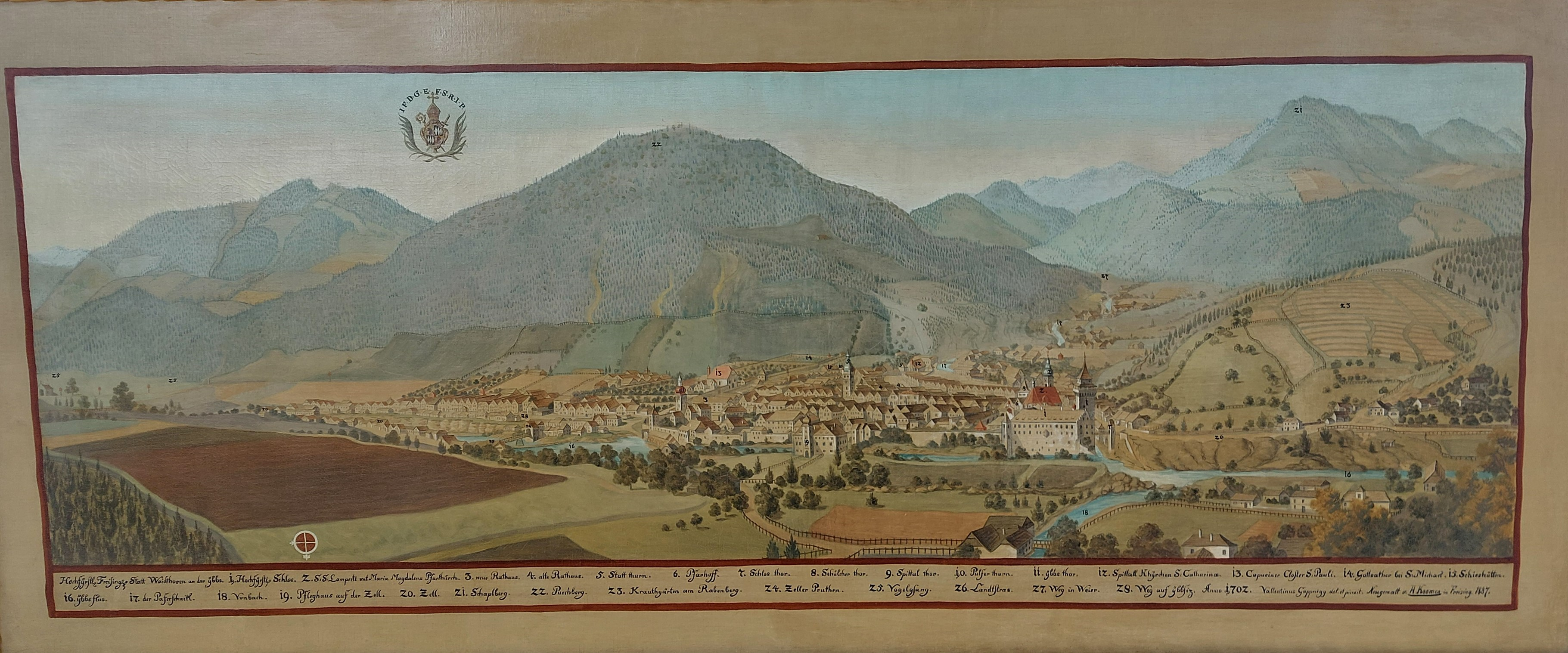
Waidhofen an der Ybbs 1702 auf einem Gemälde im Fürstengang Freising

Im 17. Jahrhundert wurde Waidhofen von mehreren Pfarrherren betreut, unter deren Wirken es zu einer inneren Erneuerung des gesellschaftlichen Lebens der Stadt kam. Von herausragender Bedeutung waren Bernhard und Augustin Pocksteiner. Bauprojekte aus dieser Zeit sind die Barockisierung der Spitalkirche, der Stadtpfarrkirche, der Anbau der Marienkapelle und die Errichtung der Mariensäule. Auch wirtschaftlich ging es durch die Einführung der wasserkraftbetriebenen Schmiedehämmer, den Umstieg auf die Sensenproduktion und die dauerhafte Einbeziehung Waidhofens in die Nahrungsmittelproduktion für den Erzberg wieder bergauf. In der Blütezeit des 18. Jahrhunderts wurden jährlich 360.000 Sensen und 200.000 Sicheln erzeugt.

### Krise, Antisemitismus und Neuorientierung im 19. und 20. Jahrhundert
1786 wurde die Funktion des Stadtrichters als oberster Vertreter der Stadt vom Amt des Bürgermeisters abgelöst. 1803 endete die Herrschaft Freisings, und „Bayrisch Waidhofen“ wurde habsburgisch.
Das 19. Jahrhundert brachte schwere Zeiten für Waidhofen: Im Jahre 1809 mussten 40.000 französische Soldaten acht Monate lang von der Bevölkerung Waidhofens versorgt werden. Nach den Franzosenkriegen traf die sich entwickelnde Wirtschaftskrise den Sensenhandel existenziell. Und schließlich führte ab 1860 die Industrialisierung mit dem Umstieg auf Mineralkohle statt Holzkohle, Dampfmaschinen statt Wasserkraft und der Errichtung von Eisenbahnen, die Täler abseits der wichtigen Verkehrsrouten benachteiligten, zum Verschwinden der Kleineisenindustrie. Trotz einigen Rettungsversuchen wie der Eröffnung einer Lehr- und Versuchsanstalt für Metallverarbeitung (1890) und der Errichtung der schmalspurigen Ybbstalbahn (1896–1899) gehörte die Zukunft Großbetrieben wie den Böhler-Werken.

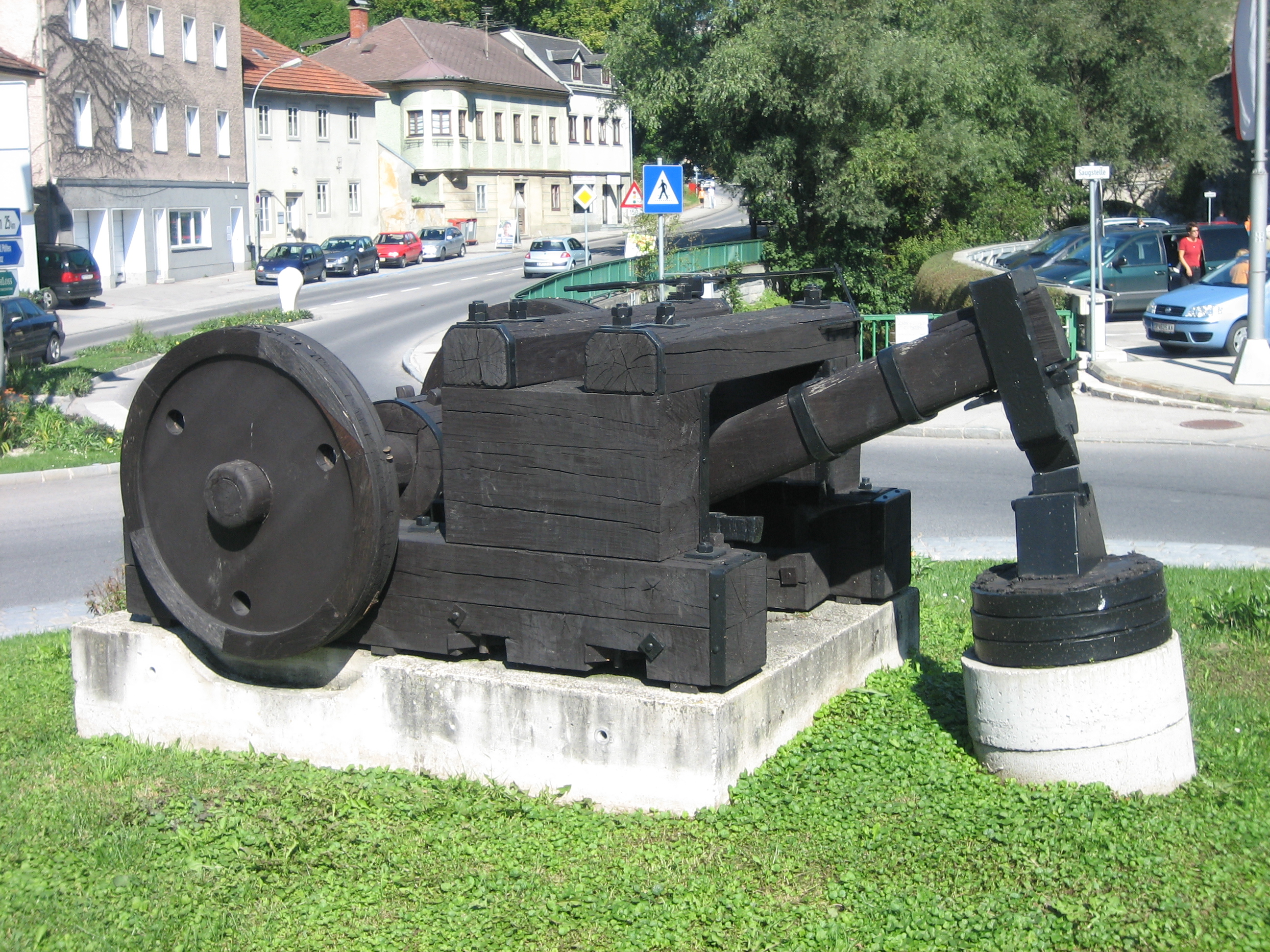
Historischer Doppelschwanzhammer, aufgestellt im Zentrum eines Kreisverkehrs in der Innenstadt

Im 19. Jahrhundert kam es zum Verfall der Befestigungsanlagen und schließlich zu deren Schleifung, um der wachsenden Stadt Platz zu machen. 1868 wurde die Bezirkshauptmannschaft in das prosperierende Amstetten verlegt; als Entschädigung wurde Waidhofen zur autonomen Stadt mit eigenem Statut erklärt. 1872 wurde die Kronprinz-Rudolfs-Bahn eröffnet, womit der Anschluss Waidhofens an das Eisenbahnnetz der Monarchie vollzogen war. Waidhofen konnte daraufhin im Tourismus als Sommerfrische eine gewisse Bedeutung erringen. Große Verdienste um die Neuorientierung der Stadt erwarb sich der liberale Bürgermeister Theodor Freiherr von Plenker (im Amt von 1894 bis 1911).
Aufgrund des Niedergangs der Eisenindustrie Ende des 19. Jh. in der Eisenwurzen folgte eine Verarmung der gesamten Region. Die Familie Rothschild wurde im Bereich Waidhofen und Gaming zum größten Großgrundbesitzer Niederösterreichs, baute das Schloss Waidhofen um und finanzierte Infrastruktur-, Schul- und Kulturprojekte. Außerdem wurden sie zum Initiator des Tourismus in der Region durch Wandertouren, Skifahren und Radtouren. Trotz diesem Engagement und dem erneuten Aufblühen der Region, vor allem Waidhofens, das hinter dem erstarkenden Eisenbahnerort Amstetten zurückgefallen war, wurde die Region zur Modellregion des Antisemitismus in Österreich.
Am 24. Mai 1890 wurde in Waidhofen der antisemitische Waidhofner Verband der wehrhaften Vereine Deutscher Studenten in der Ostmark gegründet; die örtlichen deutschnational gesinnten Turner, Sänger und Gastwirte trafen sich, um das rassistische Programm Georg von Schönerers in ihren Satzungen umzusetzen. 1893 fassten sie den Waidhofner Beschluss, mit dem alle jüdischen Professoren und Studenten aus den beteiligten Verbindungen ausgeschlossen werden sollten. 1896 wurde das Waidhofener Prinzip festgeschrieben, demzufolge „die jüdischen Studenten ehrlos und charakterlos und jeder Ehre bar seien und ihnen demzufolge keine Genugtuung zu geben sei“. Als Mittelschüler, Student oder Alter Herr Waidhofner zu sein, galt als antisemitisches Markenzeichen. Theodor Herzl, der allgemein als der Begründer des Zionismus gilt, war ursprünglich deutschnationaler Burschenschafter. Erst als er wegen des Waidhofener Beschlusses aus seiner Verbindung verstoßen wurde, begann er, sich für die jüdische Nation einzusetzen und vehement die Gründung eines jüdischen Staates in Israel zu fordern. Diese Anschauung brachte er 1896 in seiner Schrift „Der Judenstaat“ zum Ausdruck.
Da es im 1. Weltkrieg (1914–1918) zu einem Mangel an Männern kam, wurde eine Freiwillige Frauenfeuerwehr aufgestellt.
Im Juli 1919 marschierten Arbeiter aus dem Ybbstal zum Waidhofner Rathaus und forderten die Ausweisung aller Juden aus der Stadt, dann weiter zum Bundeskonvikt, wo sie die Entlassung aller jüdischen Schülerinnen forderten, und dann zu den jüdischen Geschäftsleuten und zum Rothschildschloss. Dieses Waidhofner Ereignis wurde als Vorbild für ganz Österreich propagiert. Zum Ende des Zweiten Weltkriegs führten Todesmärsche aus der Seegrotte durch Waidhofen, und Generaloberst Lothar Rendulic der Heeresgruppe Ostmark bezog das Rothschildschloss, von wo er am 7. Mai 1945 nach Steyr gebracht wurde und um 18:00, nach der bedingungslosen Kapitulation der deutschen Wehrmacht am selben Tag, kapitulierte. Dennoch fanden am 9. Mai noch die letzten Kampfhandlungen des Zweiten Weltkriegs in Österreich in Waidhofen, in der Talenge zwischen Kanzel und Pfingstmannmauer (bei Seebachgasse 2) statt.
Im 20. Jahrhundert erlangte Waidhofen als Schulstadt auch überregionale Bedeutung. 1972 entstand die Großgemeinde Waidhofen, was eine Verdopplung der Einwohnerzahl und eine Vervielfachung der Fläche bedeutete. Dank mehreren erfolgreichen Mittelbetrieben konnte sich Waidhofen in den letzten Jahrzehnten etwas von der wirtschaftlichen Stagnation im oberen Ybbstal abkoppeln. In den letzten Jahrzehnten spielte auch der Tourismus eine immer größere Rolle. 2018 wurde ein Maßnahmenplan zur Regenerierung des zuletzt von Leerständen und Geschäftsschließungen betroffenen Ortszentrums verabschiedet.

### Bevölkerungsentwicklung
| Waidhofen an der Ybbs: Einwohnerzahlen von 1869 bis 2025 | Waidhofen an der Ybbs: Einwohnerzahlen von 1869 bis 2025 | Waidhofen an der Ybbs: Einwohnerzahlen von 1869 bis 2025 | Waidhofen an der Ybbs: Einwohnerzahlen von 1869 bis 2025 | Waidhofen an der Ybbs: Einwohnerzahlen von 1869 bis 2025 |
| -------------------------------------------------------- | -------------------------------------------------------- | -------------------------------------------------------- | -------------------------------------------------------- | -------------------------------------------------------- |
| Jahr                                                     |                                                          |                                                          |                                                          | Einwohner                                                |
| 1869                                                     | 1869                                                     |                                                          | 7.957                                                    | 7.957                                                    |
| 1880                                                     | 1880                                                     |                                                          | 8.102                                                    | 8.102                                                    |
| 1890                                                     | 1890                                                     |                                                          | 8.672                                                    | 8.672                                                    |
| 1900                                                     | 1900                                                     |                                                          | 9.698                                                    | 9.698                                                    |
| 1910                                                     | 1910                                                     |                                                          | 10.795                                                   | 10.795                                                   |
| 1923                                                     | 1923                                                     |                                                          | 10.912                                                   | 10.912                                                   |
| 1934                                                     | 1934                                                     |                                                          | 11.417                                                   | 11.417                                                   |
| 1939                                                     | 1939                                                     |                                                          | 11.132                                                   | 11.132                                                   |
| 1951                                                     | 1951                                                     |                                                          | 11.622                                                   | 11.622                                                   |
| 1961                                                     | 1961                                                     |                                                          | 11.894                                                   | 11.894                                                   |
| 1971                                                     | 1971                                                     |                                                          | 11.730                                                   | 11.730                                                   |
| 1981                                                     | 1981                                                     |                                                          | 11.337                                                   | 11.337                                                   |
| 1991                                                     | 1991                                                     |                                                          | 11.435                                                   | 11.435                                                   |
| 2001                                                     | 2001                                                     |                                                          | 11.662                                                   | 11.662                                                   |
| 2011                                                     | 2011                                                     |                                                          | 11.455                                                   | 11.455                                                   |
| 2021                                                     | 2021                                                     |                                                          | 11.118                                                   | 11.118                                                   |
| 2025                                                     | 2025                                                     |                                                          | 11.062                                                   | 11.062                                                   |
| Quelle(n): Statistik Austria, Gebietsstand 1.1.2021      |                                                          |                                                          |                                                          |                                                          |

Seit den 1930er-Jahren blieb die Einwohnerzahl in Waidhofen nahezu konstant. Von den 11.662 Einwohnern (Volkszählung 2001) des Verwaltungsgebietes sind 94,6 % in Österreich geboren. Je 1,1 % stammen aus Deutschland und aus Bosnien-Herzegowina. 0,5 % der Waidhofner kommen aus der Türkei.
96 % gaben 2001 Deutsch als Umgangssprache an. Die häufigsten nicht deutschen Umgangssprachen sind mit 0,7 % Türkisch und mit je 0,5 % Bosnisch und Kroatisch.

### Religionen
86,6 % (Volkszählung 2001) der Waidhofner bekennen sich zur römisch-katholischen Kirche. Für sie gibt es in Waidhofen neun Kirchen in sechs Pfarren. Waidhofen gehört zur Diözese St. Pölten und ist Sitz eines Dekanates (dessen Gebiet aber das der politischen Gemeinde weit überschreitet).
251 Menschen (2,2 %) fühlen sich dem Islam zugehörig und bilden damit die zweitgrößte Gruppe der Gläubigen. Waidhofen ist Teil des Sprengels Wien der islamischen Glaubensgemeinschaft. Der nächste ausgewiesene Gebetsraum befindet sich in Kematen (14 km entfernt).
Die 243 Christen (2,1 %) der Evangelischen Kirche (A. B. und H. B.) sind der Pfarre Amstetten zugehörig, in Waidhofen befindet sich eine Predigtstation. Die Gottesdienste werden seit 2005 in der renovierten Bürgerspitalkirche gefeiert, die gemeinsam mit den Katholiken benützt wird.
In Waidhofen befindet sich auch ein Königreichssaal der als Religionsgemeinschaft in Österreich seit 2009 anerkannten Zeugen Jehovas. Er dient als Versammlungsort für die Gemeindemitglieder der gesamten Region.
801 Waidhofner (6,9 %) fühlen sich keinem Bekenntnis zugehörig.

## Politik

### Gemeinderat

#### Sitzverteilung im Gemeinderat nach den Wahlen
- Gemeinderatswahlen 1997: WVP 24, SPÖ 11, FPÖ 2, UWG 2, GAL 1.
- Gemeinderatswahl am 17. März 2002: WVP 23, SPÖ 11, FPÖ 3, GAL 2, UWG 1.[15]
- Gemeinderatswahl am 25. März 2007: WVP 21, SPÖ 12, UWG 4, GAL 2, FPÖ 1.[16]
- Gemeinderatswahl am 25. März 2012: WVP 20, SPÖ 10, UWG 6, FUFU 2, GAL 1, FPÖ 1.[17]
- Gemeinderatswahl am 29. Jänner 2017: WVP 26, SPÖ 6, FUFU 4, FPÖ 2, UWG 1, GRÜNE 1.[18][19]
- Gemeinderatswahl am 30. Jänner 2022: WVP 18, SPÖ 9, MFG 7, FUFU 4, FPÖ 1, GRÜNE 1.[20][21][22]

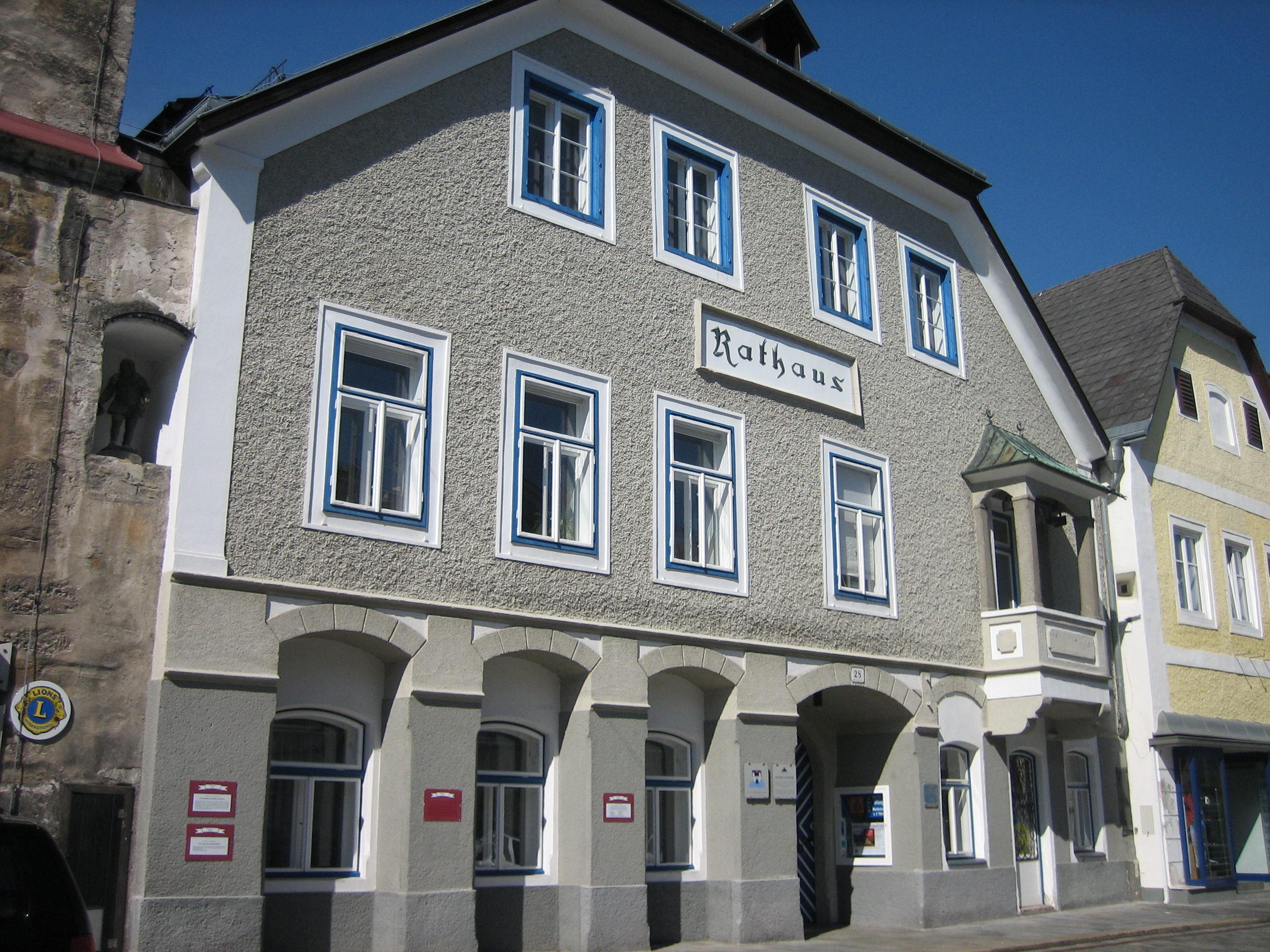
Rathaus der Stadt Waidhofen an der Ybbs (Sitz des Magistrates)

### Bürgermeister
- 1911–1913 Josef Steindl
- 1913–1918 Georg Riegelhofer[H 1]
- 1919–1923 Josef Waas
- 1923–1925 Franz Kotter[H 2]
- 1925–1931 Alois Lindenhofer (CS)[H 2]
- 1931–1932 Ignaz Inführ
- 1932–1938 Alois Lindenhofer (CS/VF)
- 1938 Josef Haider (NSDAP)[H 3]
- 1938–1945 Emmerich Zinner (NSDAP)[H 3]
- 1945–1947 Erich Meyer (KPÖ)
- 1947–1952 Alois Lindenhofer (ÖVP)[H 4]
- 1952–1972/73 Franz Josef Kohout (1938–1945 NSDAP[H 5]; ÖVP[H 6])
- 1972–1996 Erich Vetter (ÖVP)
- 1996–1998 Wolfgang Sobotka (ÖVP)
- 1998–2014 Wolfgang Mair (ÖVP)[24]
- seit 2014 Werner Krammer (ÖVP)[25]

### Wappen
| Wappen Waidhofen an der Ybbs | Blasonierung: „Das Wappen der Stadt Waidhofen an der Ybbs zeigt in blauen Feld über einem grünen Dreiberg eine silberne zinnenbekrönte Stadtmauer mit (heraldisch) offenem Tor, hochgezogenem Fallgitter, überragt von zwei dahinterstehenden silbernen Stadttürmen mit roten Dächern; zwischen den Stadttürmen über dem Tor ein mit einer goldenen dreizackigen Krone bekrönter (heraldisch) rechtsstehender Mohrenkopf.“ |
| Wappen Waidhofen an der Ybbs | Wappenbegründung: Der Mohrenkopf rührt von der jahrhundertelangen Verbindung der Stadt Waidhofen mit dem Hoheitsgebiet des Freisinger Bistums her. Seit dem Mittelalter war die Stadt Waidhofen Herrschaftsgebiet des Freisinger Bischofs und daher hat Waidhofen den Freisinger Mohren in seinem Stadtwappen. Die Herrschaft dauerte bis 1803 und wurde dann für Waidhofen durch den Titel einer Statutarstadt abgelöst.  |

### Gemeinde- und Städtepartnerschaften
- Freising (Bayern, Deutschland) seit 1986
- Laatzen (Niedersachsen, Deutschland) seit 1986
- Möhringen an der Donau (Baden-Württemberg, Deutschland) seit 1956

## Kultur und Sehenswürdigkeiten

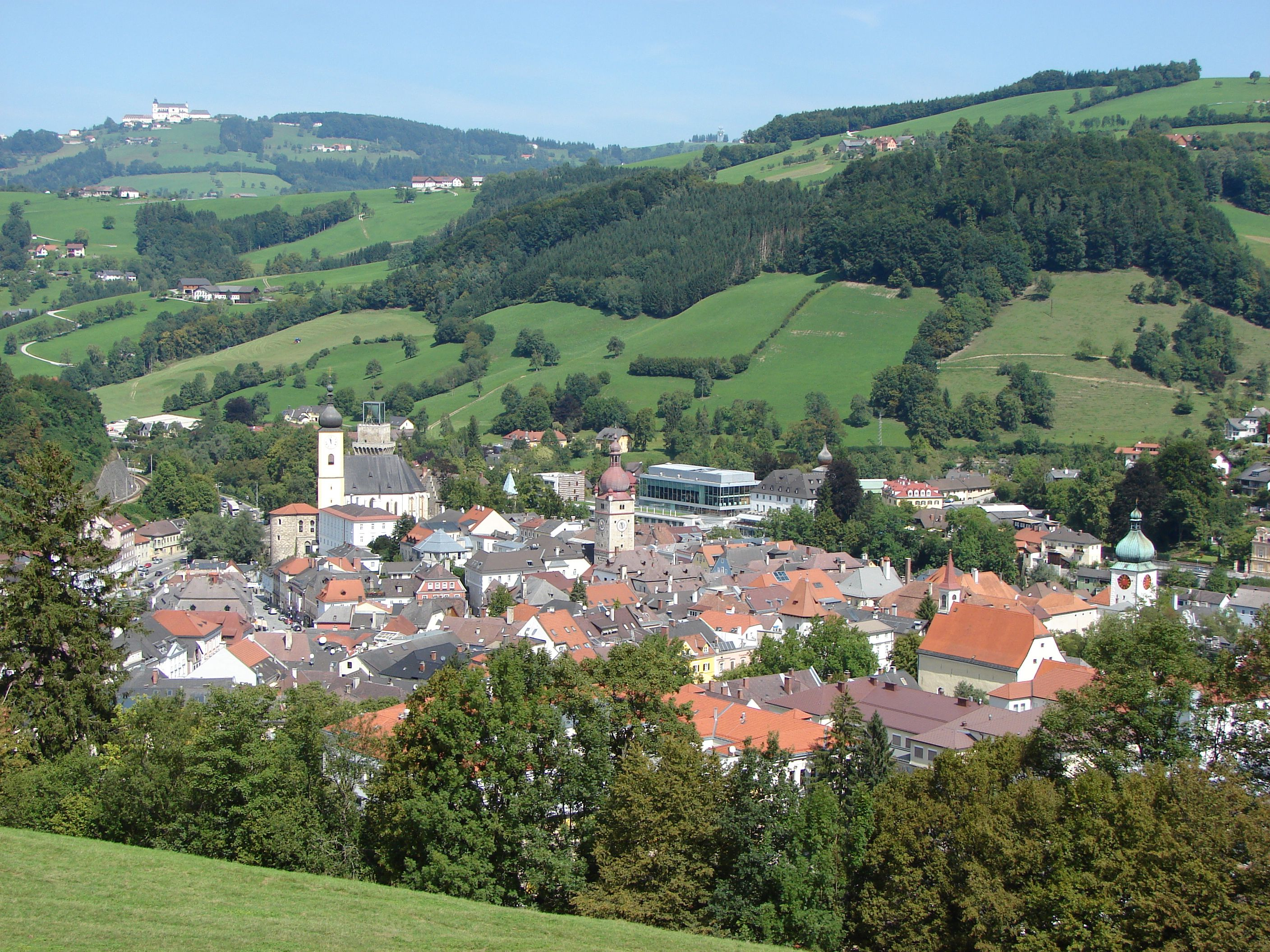
Innenstadt vom Buchenberg aus; im Hintergrund die Wallfahrtskirche Basilika Sonntagberg

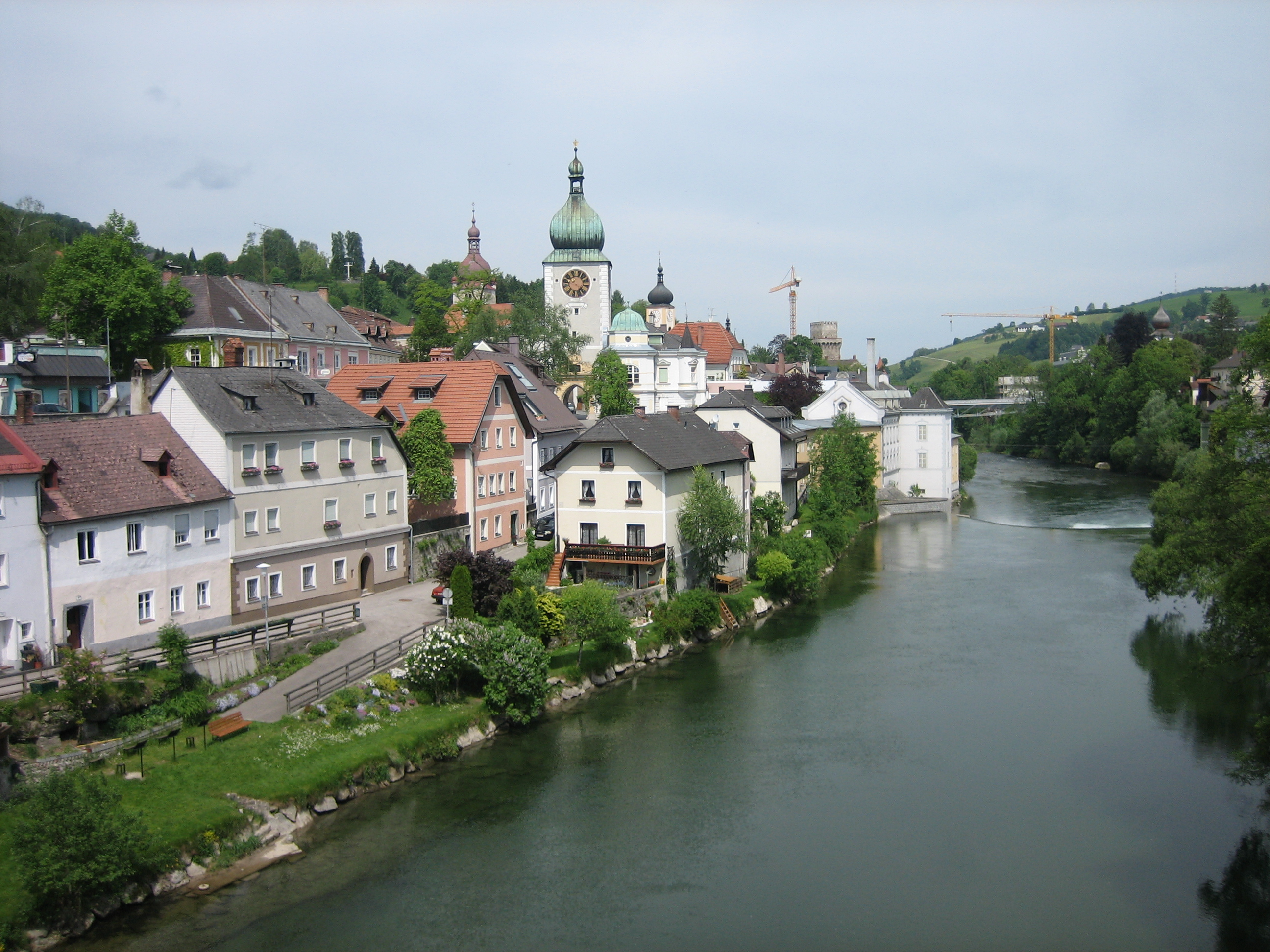
Innenstadt am linken Ybbsufer, im Vordergrund der Ybbsturm, Blick von der Zeller Hochbrücke

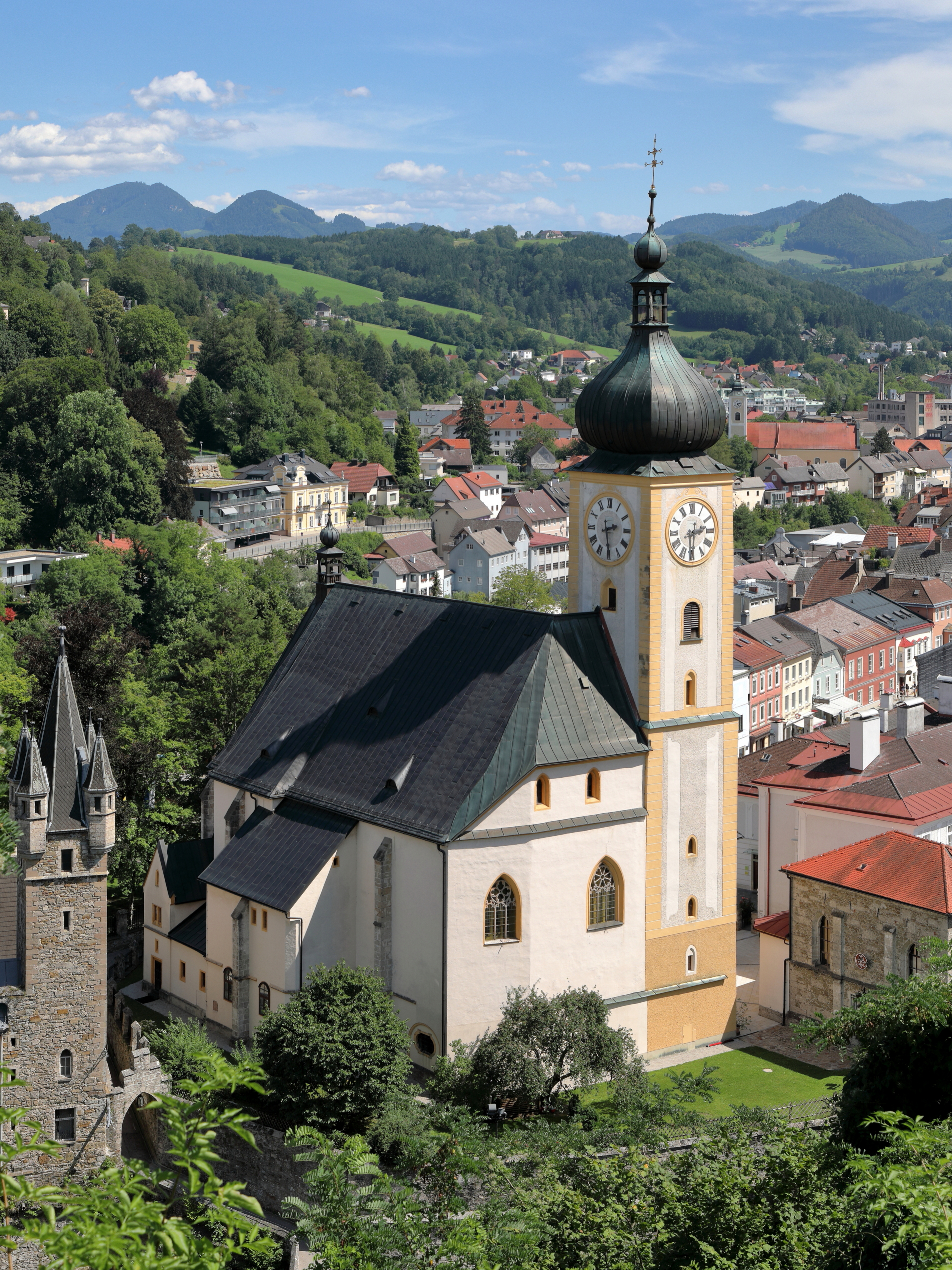
Stadtpfarrkirche Waidhofen an der Ybbs

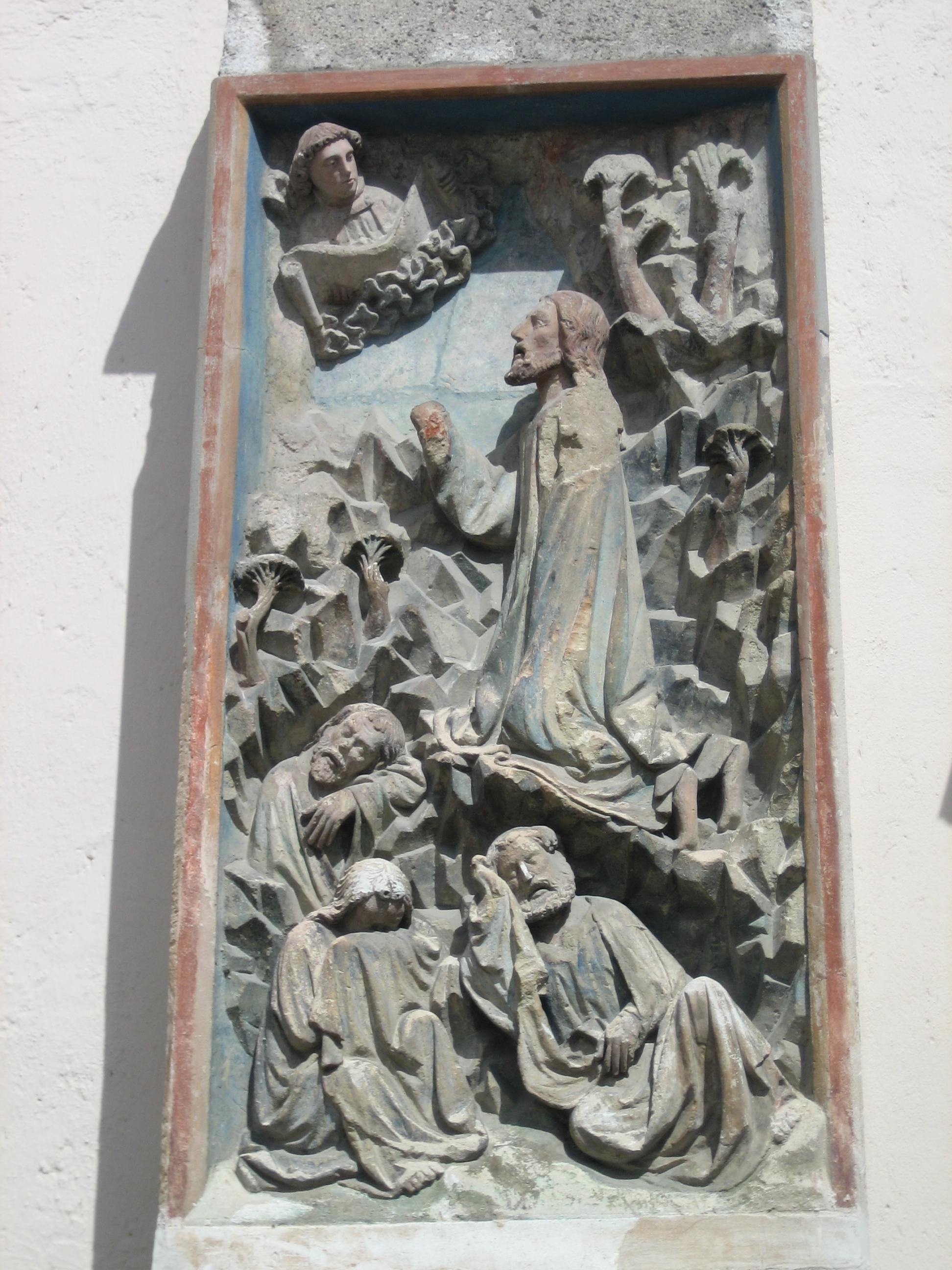
Die gotische Ölbergszene (Ende 14. Jahrhundert) an der Wand der Stadtpfarrkirche ist die älteste Bauplastik Waidhofens.

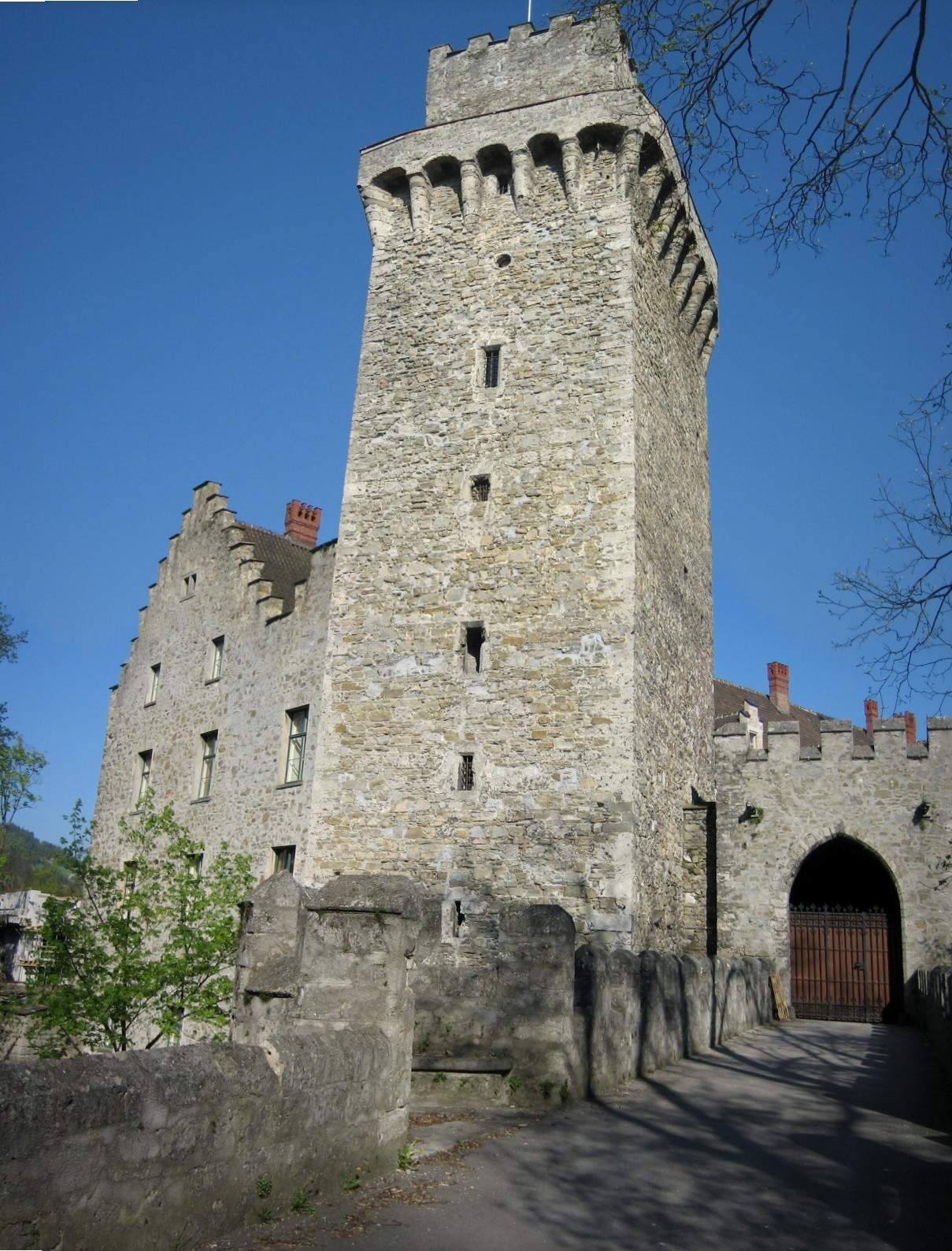
Bergfried des Rothschildschlosses, Aufnahme unmittelbar vor Beginn der Neugestaltung (bis 2007)

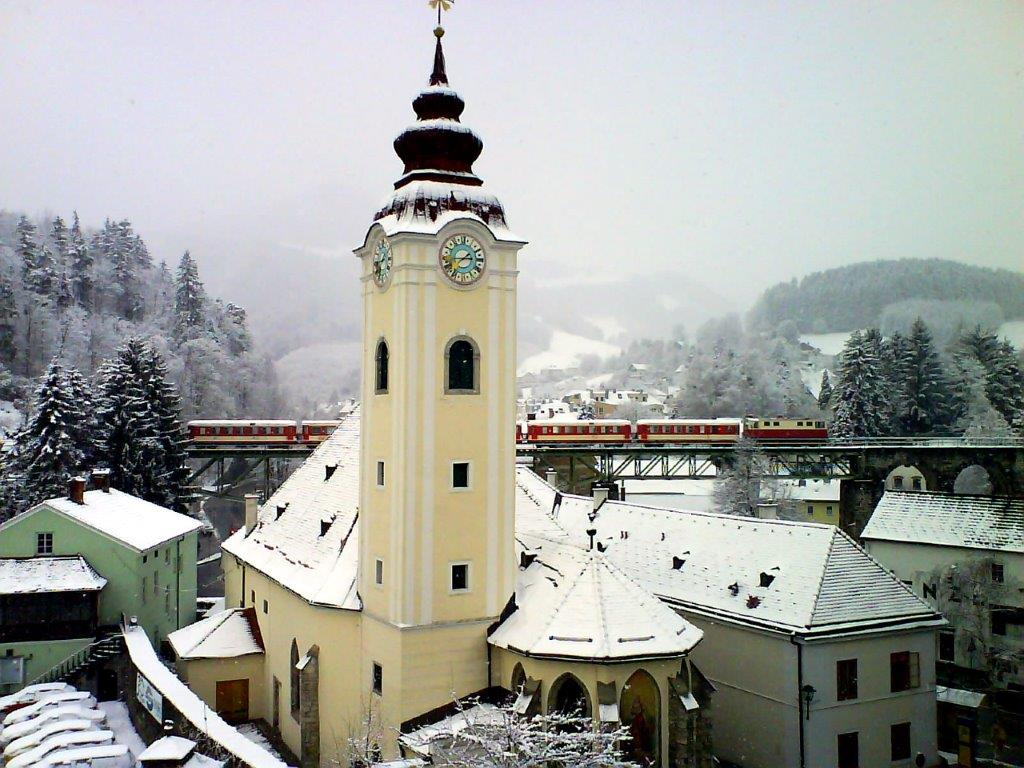
Bürgerspitalkirche Waidhofen an der Ybbs und ein Zug der Ybbstalbahn auf dem Schwarzbachviadukt

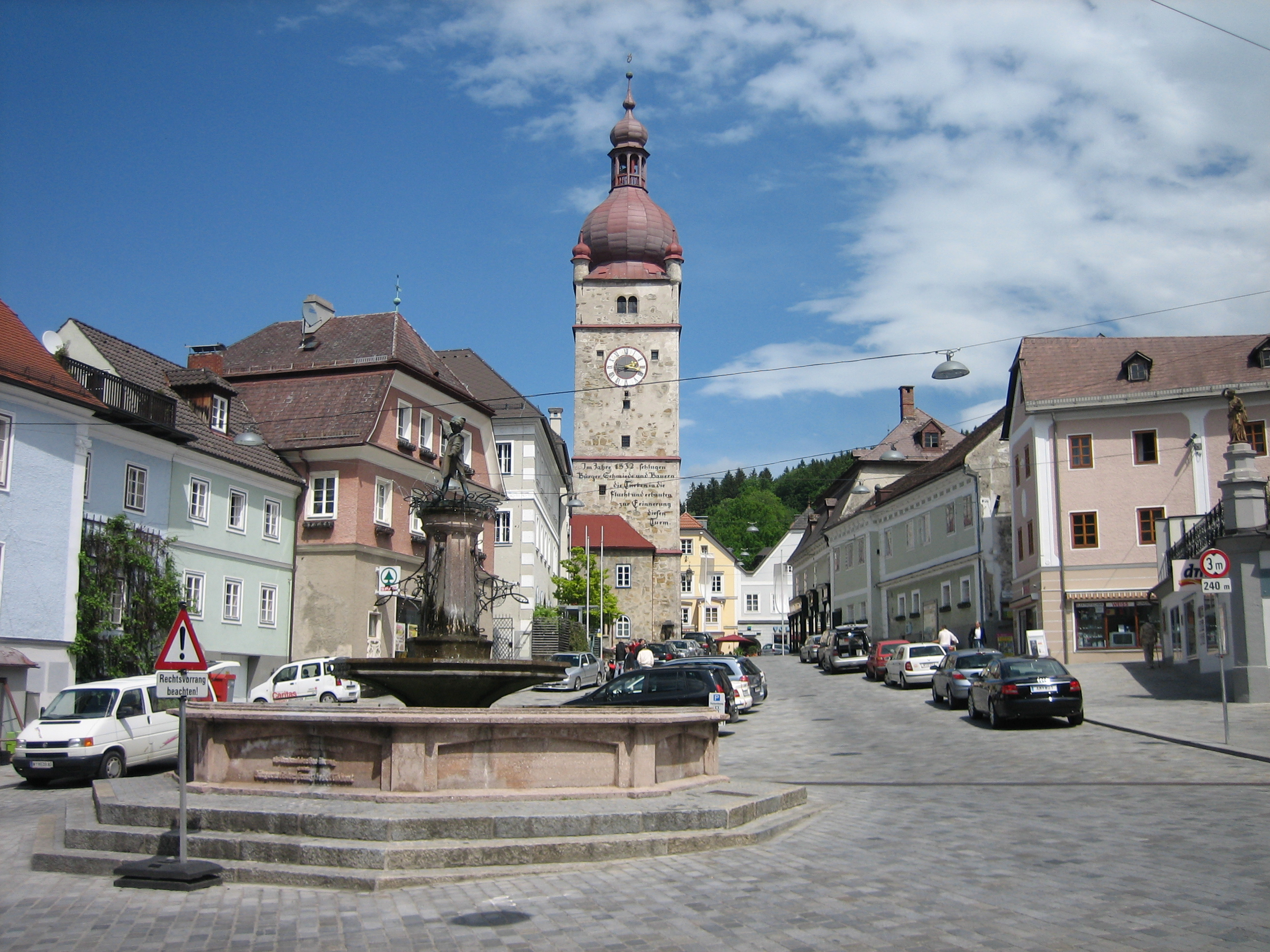
Freisingerberg mit Blick auf den Stadtturm, im Vordergrund der Stadtbrunnen

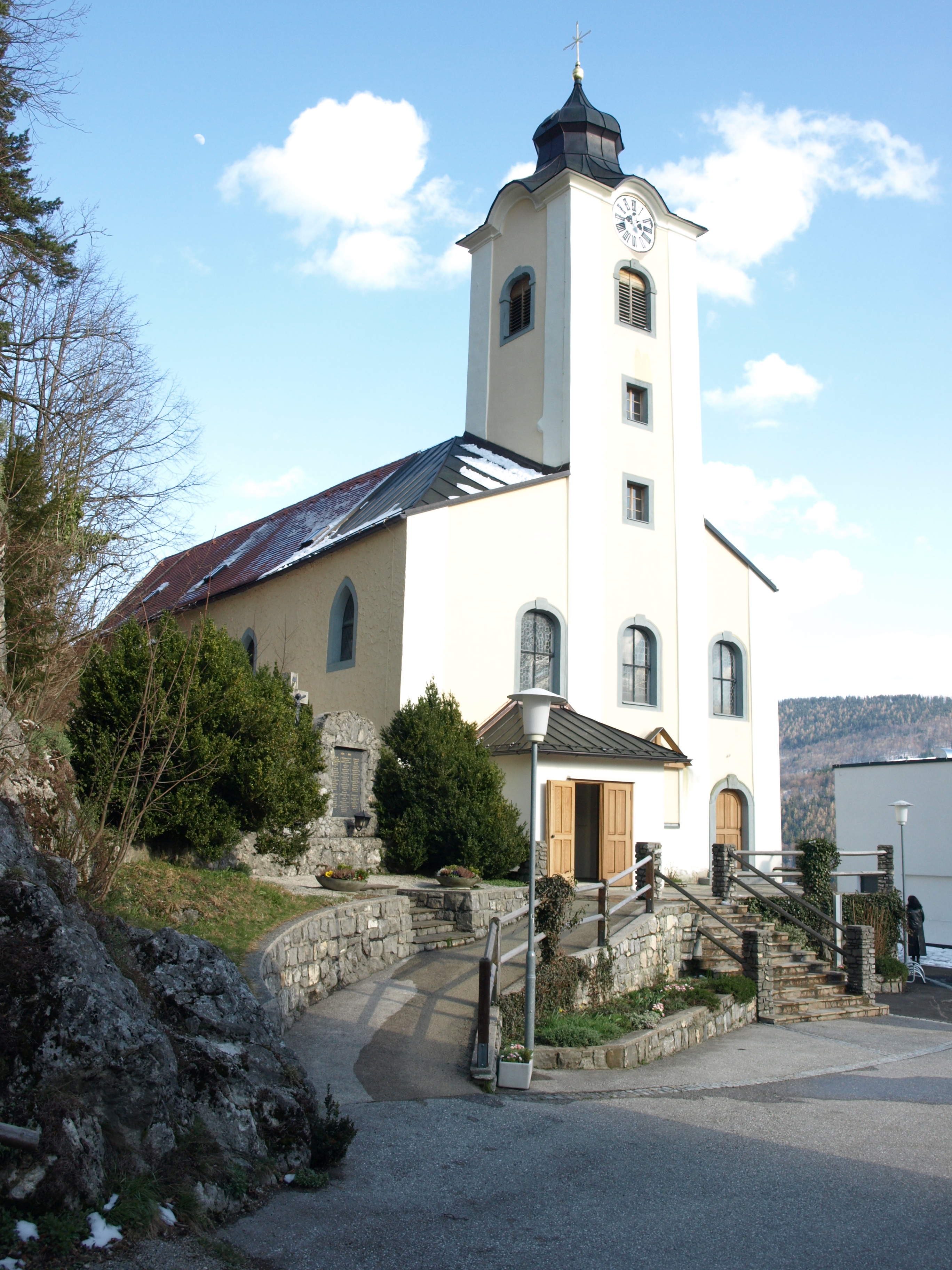
Pfarrkirche Konradsheim

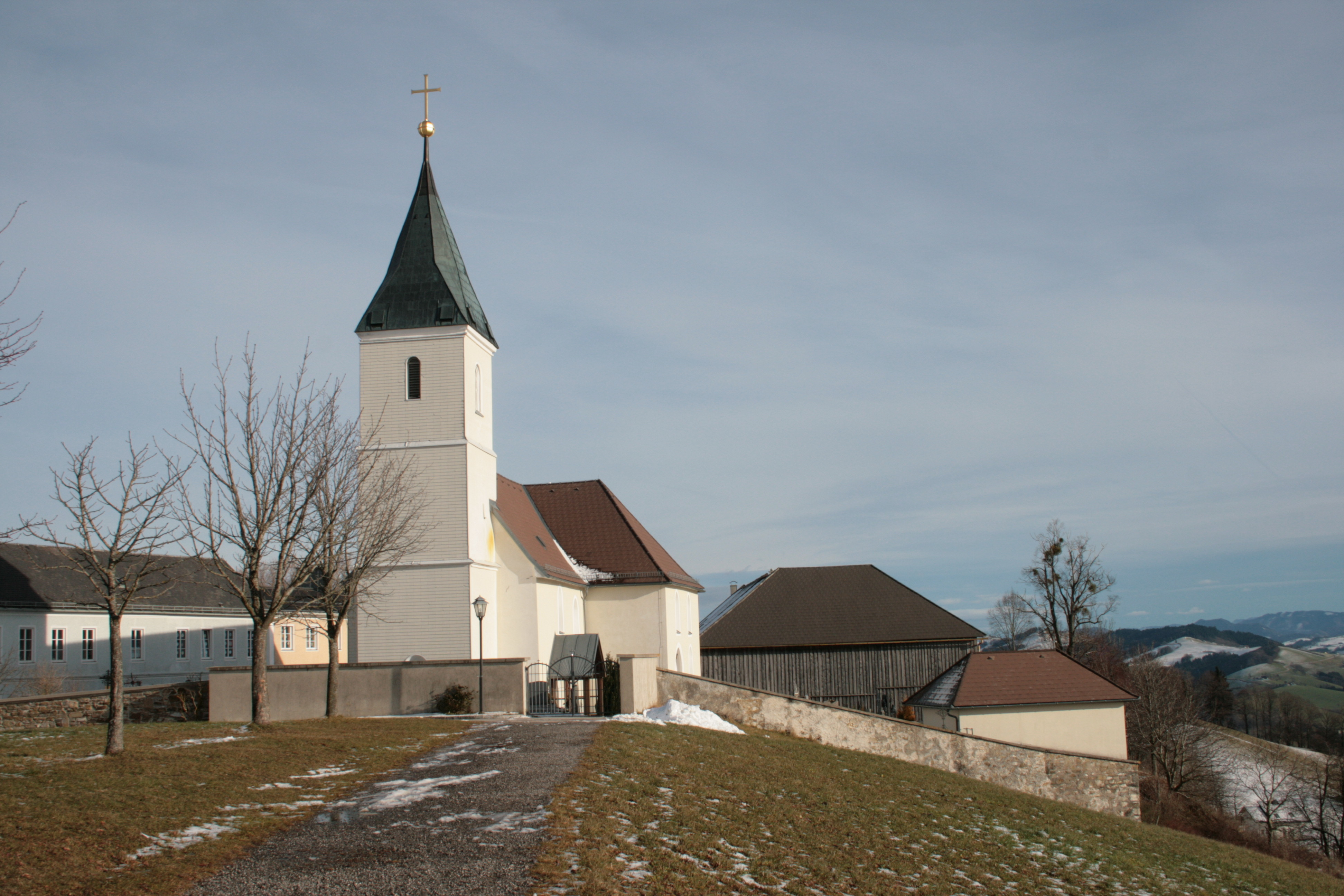
Pfarrkirche St. Georgen in der Klaus

- Stadtbefestigung Waidhofen an der Ybbs: Die Innenstadt Waidhofens verfügt über einen bemerkenswert geschlossenen historischen Baubestand. Die Wohnhäuser des Innenstadtbereiches sind großteils im Kern spätmittelalterlich. In vielen Häusern sind daher gotische Innenhöfe mit Arkadengängen vorhanden. Die Fassaden wurden allerdings großteils ab Beginn des 19. Jahrhunderts geschaffen und gehören meist dem Stil des Biedermeier, der Neorenaissance und des Neobarocks an. Von den mittelalterlichen Wehranlagen sind nur noch Reste erhalten, so zum Beispiel die Mauern um die Stadtpfarrkirche mit dem Turm des ehemaligen Zeughauses. Am Graben finden sich neben dem unten beschriebenen Ybbstor noch der historistisch veränderte Müllnerturm und der als Wohnhaus adaptierte Lachenturm. Mit etwas Spürsinn ist, dem Straßenverlauf folgend, auch der in ein Haus integrierte Eckelturm zu entdecken. Einen guten Überblick über die Stadt hat man vom Heimkehrerkreuz auf dem Krautberg.
- Katholische Stadtpfarrkirche Waidhofen an der Ybbs Hll. Maria Magdalena und Lambert: Die spätgotische dreischiffige Hallenkirche wurde 1470–1510 an der Stelle einer romanischen Vorgängerkirche erbaut. Die filigranen Netz-, Kreuzrippen- und Zwickelgewölbe ruhen auf schlanken Achteckpfeilern. Die Emporen wurden im Barock (1680) bzw. in der Neugotik (1879–1881) errichtet, um mehr Menschen Platz zu bieten. Seitlich angebaut ist die reich geschmückte barocke Marienkapelle (1715). Das bedeutendste Stück der Innenausstattung ist der markante spätgotische Flügelaltar (um 1500), der 1935 aus der Bürgerspitalkirche übernommen wurde. Die wertvollste Plastik der Kirche ist die spätgotische Statue des hl. Leonhard (um 1500). Außerdem beachtenswert sind zwei Bilder der beiden Kirchenpatrone, geschaffen von Martin Johann Schmidt (genannt Kremser Schmidt), einem bedeutenden Barockmaler Österreichs: Hl. Maria Magdalena (1762) und Hl. Bischof Lambert (1779–1781). Ein weiteres historisches Detail ist das Kirchentor: Dieses stammt zur Gänze, also Holz inklusive der Beschläge, aus der Erbauungszeit. Der Kirchturm ist im Kern romanisch, wurde aber 1689 durch eine Neugestaltung der Turmfassade und Aufstockung des Glockengeschoßes barockisiert.
- Nicht in der Kirche, sondern gut gesichert im Pfarrhof ist das wertvollste Kunstwerk Waidhofens untergebracht: die gotische Messerermonstranz (1469–1472 in Freising geschaffen), die der Pfarre von der wohlhabenden Zunft der Messerer geschenkt wurde. Zu sehen ist sie gewöhnlich nur bei der Fronleichnamsprozession, wo das 1,05 m hohe und 6 kg schwere Stück feierlich durch die Stadt getragen wird.
- Kirchhof: Um die Stadtpfarrkirche herum lag bis 1542 der Friedhof, der in der Folge an den Standort des heutigen Schillerparks verlegt wurde. Dieser Friedhof wurde 1887 aufgelassen und der neue Friedhof am heutigen Standort eröffnet (Pocksteinerallee / Friedhofstraße).[28][29]
- Ehemaliges Zeughaus, auch Lutherturm: Dieses Gebäude wird heute meist als Pfadfinderturm bezeichnet, weil sich im Inneren das Heim dieser Jugendorganisation befindet. Errichtet wurde der in die Kirchenbefestigung integrierte spätgotische Dreiviertelrundturm mit angefügtem Rechteckbau an der Wende vom 15. zum 16. Jahrhundert. Zuerst wurde das Gebäude als Kapelle verwendet, später war es Zeughaus, und heute ist im Untergeschoß das Heilige Grab mit einer barocken, geschnitzten und vergoldeten Kreuzigungsgruppe untergebracht.
- Rothschildschloss oder Schloss Waidhofen: Es ist nach dem bedeutendsten ehemaligen Besitzer benannt, dem Bankier Albert Salomon Anselm Freiherr von Rothschild (1844–1910). Hier war von 1875 bis 1938 die Gutsverwaltung der ausgedehnten Rothschild’schen Ländereien in der Region eingerichtet. Die erste Burg an dieser Stelle stammt aus dem 12. Jahrhundert. Ab 1365 war sie Sitz der freisingischen Pfleger (Vögte) und damit Verwaltungsmittelpunkt. Der heutige Bergfried wurde um 1400 errichtet. 1881 erfolgte eine tiefgreifende, qualitativ hochwertige neugotische Umgestaltung, allerdings unter weitgehendem Verlust an mittelalterlicher Bausubstanz, durch den Erbauer des Wiener Rathauses und Wiener Dombaumeister Friedrich von Schmidt (1825–1891). Eine Umgestaltung nahm 2006/2007 der Architekt Hans Hollein vor, der durch mehrere sich von der bestehenden Bausubstanz durch die Verwendung von modernen Materialien deutlich abhebenden Beifügungen eine beachtete, aber in der Waidhofner Bevölkerung umstrittene Neuinterpretation erreichte. 2007 beherbergte das Schloss gemeinsam mit dem Schloss St. Peter in der Au die Niederösterreichische Landesausstellung. Heute ist im Schloss neben verschiedenen anderen Einrichtungen der Stadt das stadtgeschichtliche „{\displaystyle 5^{e}}-Museum“ untergebracht.
- Stadtturm: Das Wahrzeichen der Stadt, der mächtige, quadratische Turm, ist zu besteigen. Mit der Beute aus der Vertreibung der türkischen Streifscharen (1532) wurde der Turm 1535–1542 auf 50 m aufgestockt. Nicht belegt werden kann jedoch die Ansicht, dass der Turm als Zeichen des Sieges über die Türken errichtet wurde, wie die bekannte Aufschrift aus dem Jahre 1932 nahelegt. Eine der vier Uhren zeigt immer dreiviertel zwölf, aber nicht wegen eines technischen Gebrechens, sondern um die Stunde des legendären Sieges zu verkünden.
- Bürgerspitalkirche und Ehemaliges Bürgerspital: Ursprünglich war sie die Kirche des vor der Stadtmauer gelegenen 1274 gegründeten Spitals (Armen- und Altenasyl). Der gegenwärtige zweischiffige Bau mit polygonalem Chor und Rautengewölbe stammt aus der Mitte des 15. Jahrhunderts und ist damit die zweite spätgotische Kirche der Altstadt. Aus der Erbauungszeit stammen die Steinkanzel und eine Marienstatue, von Interesse ist auch der renovierte spätgotische Freskenzyklus. Von außen fällt vor allem der barocke Turm (1777) auf. Seit 2005 wird die Kirche, die sich im Besitz der Stadt befindet, von Katholiken und Protestanten gemeinsam genutzt. Seit 2010 ist das Bürgerspital das geistliche Zentrum des Johanniterordens in Österreich und seit 2015 Sitz der Subkommende Niederösterreich der Österreichischen Kommende des Johanniterordens.[30]
- Ybbsturm mit Stadttor: Auf dem einzigen erhaltenen mittelalterlichen Torturm der Stadtbefestigung findet sich eine Aufschrift mit dem Wahlspruch der Stadt: Ferrum chalybsque urbis nutrimenta. „Eisen und Stahl ernähren die Stadt.“ Die Fassade wurde im 19. Jahrhundert mehrfach neu gestaltet.
- Mariensäule: An der Stelle des Prangers wurde im Zuge der Gegenreformation unter Pfarrer Pocksteiner 1665 die barocke Mariensäule errichtet.
- Klosterkirche (ehem. Kapuzinerkirche): Eine wesentliche Stütze für die Gegenreformation waren die 1663 nach Waidhofen berufenen Kapuziner. Die einfache Hallenkirche wurde 1644–1652 vor der Stadtmauer errichtet. Im Inneren ist eine spätgotische Madonna (um 1520) bemerkenswert. Der jüngste Teil der Kirche ist die einfache Hauptfassade (1833–1834) mit einer Steinrelief-Pietà aus der Zeit nach dem Zweiten Weltkrieg. Die Klosterkirche war in vergangener Zeit, geprägt durch das Konvikt, die Schüler- und Studentenkirche Waidhofens. Aufrecht gehalten wird diese Tradition nach wie vor von der Katholisch-österreichischen Studentenverbindung Norika im MKV, die mehrmals im Semester dort gemeinsam mit anderen Messbesuchern die Messe feiert.
- Schloss Zell an der Ybbs: Das heutige Hotel Schloss an der Eisenstraße war der ehemalige Verwaltungssitz der Herrschaft zu Gleiß und wurde im frühbarocken Stil errichtet, als die Bedeutung des in ihrem Besitz befindlichen Marktes Zell durch die günstige Lage neben Waidhofen immer mehr zunahm.
- Rathaus: Dieses Gebäude besteht aus mehreren gotischen Häusern unter einer einheitlichen Außenfassade, einem Erbe aus der NS-Zeit (1942). 1994 wurde das Innere unter Freilegung und Einbeziehung der mittelalterlichen Bausubstanz (z. B. des gotischen Arkadenhofes) umgestaltet. Das für die Waidhofner gewohnte Äußere in diesem architektonisch sensiblen Altstadtbereich blieb unangetastet.
- Schwarzbachviadukt der Ybbstalbahn: Diese an der Innenstadt vorbeiführende Brücke, die das Tal des Schwarzbaches überspannt, ist zugleich das größte Brückenbauwerk der Ybbstalbahn. Sie wurde in Stahlgitterbauweise als „Fischbauchkonstruktion“ im Jahr 1896 errichtet.
- Zeller Hochbrücke: Als der einfache Steg, der zwischen Waidhofen und Zell den tiefen Einschnitt der Ybbs überwand, wieder einmal sehr baufällig war, entschloss sich 1898 der damals ärmliche Markt Zell zu einer nachhaltigen Lösung des Problems: Ohne irgendeine Unterstützung durch den Magistrat der Stadt wurde in nur einem Jahr Bauzeit die erste hochwassersichere Ybbsbrücke der Gegend errichtet. Ausgeführt wurde das Projekt als Stahlbetonkonstruktion nach dem System Monier, deren schlanker, 42 m langer Bogen die Ybbs überspannt.
- Katholische Pfarrkirche Konradsheim hl. Nikolaus
- Katholische Pfarrkirche St. Georgen in der Klaus
- Katholische Pfarrkirche St. Leonhard am Wald
- Katholische Pfarrkirche Windhag hl. Nikolaus
- Katholische Pfarrkirche Zell an der Ybbs hl. Florian

### Museen und permanente Ausstellungen
Im 2008 neueröffneten „{\displaystyle 5^{e}}-Museum“ (benannt nach den fünf klassischen chinesischen Elementen) wird dem Besucher durch die Erarbeitung der Themenkreise Feuer, Wasser, Erde, Holz und Metall die Stadtgeschichte Waidhofens nahegebracht. Gezeigt werden die 500 interessantesten Exponate des Musealvereins, der aus einem Fundus von über 8000 Objekten schöpft. Daneben ermöglichen 50 Experimente Einblicke in naturwissenschaftliche Zusammenhänge.
Die private bäuerliche Volkskundesammlung Piaty ist im Obergeschoß der gleichnamigen Konditorei eingerichtet. Es können 2500 Exponate aus der Umgebung Waidhofens besichtigt werden, darunter auch eine Bergbauernstube aus dem Jahre 1614.
In die Pionierzeit der elektrischen Energieerzeugung führt ein Rundgang durch das museale Schaukraftwerk Schwellöd am Ybbsfluss. Ein Sprung in die Gegenwart der Energieversorgung folgt gleich danach bei der Besichtigung des nebenan errichteten neuen Ybbskraftwerkes der EVN.

### Kulturstadt Waidhofen
Das Prädikat „Kulturstadt“ wurde Waidhofen vom Land Niederösterreich 1992 verliehen.
Waidhofen besitzt drei Veranstaltungszentren: Schlosscenter, Stadtsaal und Heimatsaal. Ein vielseitiges Veranstaltungsprogramm mit Klassik, Kleinkunst und Konzerten zeitgenössischer Musik von Pop bis Jazz wird ganzjährig angeboten.
Das Kammermusikorchester Waidhofen, ein 1972 gegründetes Amateurorchester führt vor allem Werke der Klassik und Romantik auf. Die Basis der musikalischen Ausbildung legt die Musikschule Waidhofen, eine der größten Niederösterreichs.
Auf dem Sektor der bildenden Kunst positionierte sich die Galerie Pendel. Sie präsentiert die Werke bildender Künstler aus der Region, aber auch internationaler zeitgenössischer Künstler. Unter dem Motto „raumimpuls“ finden zudem regelmäßig Ausstellungen im Multifunktionsaal statt, den der Architekt Ernst Beneder für das Waidhofner Museum am Oberen Stadtplatz realisierte.
Der Laientheaterverein Waidhofner Volksbühne tritt an Abenden im Sommer im Arkadenhof des Rothschildschlosses auf. Auch wird im Frühjahr (alle zwei Jahre) und im Herbst im Stadtsaal gespielt. Mit dem modernen Plenker-Saal im Schulzentrum verfügt Waidhofen darüber hinaus über eine professionelle Bühne für Konzert- und Theaterveranstaltungen.

## Wirtschaft und Infrastruktur

### Unternehmen
- Bene AG: 1790 gegründet, seit 1951 industrielle Fertigung von Büromöbeln, Zentrale und Produktion in Waidhofen.
- Filterbau GmbH: Luftfilter, Rohre, Ausgleichsbehälter, Stanz und Biegeteile.
- Forster Verkehrs- und Werbetechnik GmbH, Forster Metallbau GmbH, Forster Industrietechnik: 1956 gegründet. Österreichischer Marktführer in der Produktion von Verkehrsschildern.
- IFE Aufbereitungstechnik GmbH: Vibrationsfördergeräte, Maschinen für die Schüttgutindustrie.
- Knorr-Bremse GmbH, Division IFE: Automatische Türsysteme.
- Meiller GmbH: Kippertechnik.
- Anton Steiner GmbH & Co. KG: Leitschienenmontage, österreichischer Marktführer.

### Landwirtschaft
In Waidhofen bestanden im Jahr 2010 insgesamt 372 land- und forstwirtschaftliche Betriebe. Entsprechend den topographischen und klimatischen Gegebenheiten dominiert in Waidhofen die Viehwirtschaft (vor allem Rinderzucht). In tieferen Lagen findet in beschränktem Umfang auch Feldwirtschaft statt (meist Getreide und Mais). Aufgrund der geringen Betriebsgrößen handelt es sich meist um Nebenerwerbslandwirtschaften. Die Dichte der Biobauern in der Region ist österreichweit eine der höchsten (um 50 %).

### Verkehr
Waidhofen an der Ybbs liegt abseits der österreichischen Hauptverkehrswege. Auf der Weyerer Straße B121 erreicht man Richtung Norden bei Amstetten nach 25 km die Westautobahn (A1). Nach Süden wird über die Ybbstal Straße B31 das Ybbstal erschlossen. Weitere gut ausgebaute Straßenverbindungen bestehen in Richtung Weyer (B121), Scheibbs (Grestner Straße B22) und Steyr.
Waidhofen ist eine wichtige Station auf der normalspurigen eingleisigen elektrifizierten Bahnstrecke Amstetten–Selzthal (einer Nebenstrecke der Rudolfsbahn), die in Amstetten Anschluss an die Westbahn hat. Die Station ist auch der Ausgangspunkt der schmalspurigen, dieselbetriebenen Ybbstalbahn, die seit 2020 jedoch nur noch auf einem kurzen, einstellungsbedrohten Reststück bis zur Pestalozzistraße (Eurospar) auf der Schiene bedient wird.

### Freizeit und Tourismus
Der Stadterlebnisweg führt zu allen bedeutenden Bauwerken der Stadt und erklärt Wissenswertes über die regionale Wirtschafts- und Kulturgeschichte. Der Ybbsuferweg, der tief im Graben des Ybbstales verläuft, ermöglicht hingegen, ein Stück Natur in der Stadt kennenzulernen. Durch die Stadt verlaufen mit dem Voralpenweg, dem Mariazellerweg, dem Eisenwurzenweg und dem Niederösterreichischen Landesrundwanderweg mehrere Weitwanderwege.
Im Natur- und Wildpark Buchenberg leben ca. 130 Tiere (Luchs, Rotwild, Muffelwild, Uhu, Waldkauz, Iltis, Wildkatze u. v. m.). Die Einrichtungen sind besonders auf die Bedürfnisse von Kindern zugeschnitten. Auf dem Buchenberg wurden insgesamt 20 km Spazier- und Wanderwege angelegt. Als Ziele von Wanderungen bieten sich die beiden mit Votivbildern geschmückten Wallfahrtskapellen aus dem 19. Jahrhundert an. Darüber hinaus sind in der weitläufigeren Umgebung des Ybbstaler Alpenvorlandes mehrere hundert Kilometer Wanderwege markiert.
Das Schwimmbad wurde 1989 zum „Erlebnisparkbad“ neugestaltet und bietet den Badegästen eine 60-m-Rutsche, einen 10-m-Sprungturm, ein „Erlebnisbecken“, ein Schwimmbecken und einen Kleinkinderbereich. Zusätzlich wurden am Areal ein Beachvolleyball- und ein Streetballplatz errichtet.
Abgerundet wird das Freizeitangebot noch durch die Möglichkeit des Kinobesuches in der Filmbühne Waidhofen und durch das Jugendzentrum Bagger, einen Freiraum für die Schüler und Lehrlinge der Stadt.
Waidhofen ist Hauptort der Tourismusregion „Niederösterreichische Eisenstraße“ und damit ein zentraler Ausgangspunkt für Fahrten in die von montanhistorischen Gebäuden (Hammerherrenhäuser, Hammerwerke u. a.) geprägte Region.

### Sicherheit
Neben Krems an der Donau ist Waidhofen an der Ybbs die einzige Statutarstadt Österreichs, für die eine Landespolizeidirektion nicht Sicherheitsbehörde ist. Diese Funktion wird vom Magistrat der Stadt wahrgenommen. Es besteht für die Stadt ein eigenes Bezirkspolizeikommando, welches jedoch vom Bezirkspolizeikommando Amstetten mitbetreut wird. In der Stadt selbst ist eine Polizeiinspektion etabliert.

### Sport
Im Naturpark Buchenberg stehen drei Laufstrecken unterschiedlichen Schwierigkeitsgrades zur Verfügung, und um Waidhofen wurde ein Netz von acht Mountainbike-Strecken geschaffen. Der Ybbstalradweg führt an Waidhofen vorbei.
An der Ybbs beim musealen Schaukraftwerk Schwellöd besteht die Möglichkeit, Ruderboote und Kanus auszuleihen.
Für den Tennissport stehen drei Hallenplätze und sieben Sandplätze zur Verfügung. Eine Kunsteisbahn zum Eislaufen bzw. Hockeyspiel und ein Freibad sind ebenso vorhanden wie die multifunktionelle Sporthalle, die außer von den Schulen auch von den Sportvereinen genützt wird. Der Vereinsfußball, vertreten durch die SG Waidhofen an der Ybbs (Gebietsliga West), findet seine Heimat im Alpenstadion mit überdachter Zuschauertribüne, für jedermann offen ist hingegen der Kunstrasenfußballplatz. Für die Kletterszene Waidhofens steht eine Indoor-Kletterwand zur Verfügung. Die Sporteinrichtungen beim Parkbad runden das Angebot ebenso ab wie mehrere Asphalt- bzw. Eisstockplätze, Fitnesscenter und zwei Kegelbahnen.
Etwas außerhalb der Stadt befindet sich das Skigebiet Forsteralm. Die Anlagen bestehen aus einem Vierersessellift, sechs Schleppliften und einem Babylift. 18 km Abfahrten sind vorhanden, und vier Schihütten bilden das gastronomische Angebot.

### Bildung
- Bundesrealgymnasium Waidhofen an der Ybbs
- Höhere technische Bundeslehr- und Versuchsanstalt Waidhofen an der Ybbs: Höhere Abteilungen für Maschineningenieurwesen, Elektrotechnik, Wirtschaftsingenieurwesen, Fachschulen für Elektrotechnik, Maschinenbau und Fertigungstechnik. Die Fachschule Maschinenbau wird auch mit sportlichem Schwerpunkt (Fußball) geführt.
- Bundeshandelsakademie und Bundeshandelsschule mit Trainingszentrum Waidhofen (Schisport-TZW)
- Forstfachschule Waidhofen – einjährige, berufsbildende Schule, die waldbauliche, forsttechnische und jagdliche Kenntnisse vermittelt und in ihrer Art die einzige in Österreich ist. Sie schließt mit der Forstfacharbeiterprüfung ab.[34]
- Allgemeine Sonderschule Waidhofen
- NÖ Kinder- und Jugendbetreuungszentrum Reichenauerhof
- Volkshochschule Waidhofen
- Polytechnische Schule Waidhofen/Ybbs – „Poly an der Eisenstraße“; Fachrichtungen: Metalltechnik, Elektrotechnik, Holztechnik, Bautechnik, Handel/Büro, Dienstleistung, Tourismus
- Sportmittelschule und die Wirtschafts- und Musikmittelschule
- sechs Volksschulen
- neun Landeskindergärten

### Gesundheitseinrichtungen
Die Stadt verfügt mit dem Landesklinikum Waidhofen über ein Grundversorgungskrankenhaus mit Abteilungen für Innere Medizin, Chirurgie (mit Department für Unfallchirurgie), Gynäkologie und Geburtshilfe, Anästhesie und Radiologie.
Waidhofen ist Standort für das Therapiezentrum Buchenberg der Versicherungsanstalt öffentlich Bediensteter (BVA). In der Abteilung für Genesung und Gesundheitsvorsorge und der Abteilung für Neurorehabilitation werden insgesamt 156 Betten betrieben.
Vom Standort Bürgerspital aus betreiben die Johanniter ein mobiles Palliativteam.

## Persönlichkeiten

### Söhne und Töchter der Gemeinde
- Anton Aloys Buchmayer (1770–1851), Bischof von St. Pölten
- Gottfried Edmund Frieß (1836–1904), Benediktiner, Historiker und Lehrer
- Ferdinand Andri (1871–1956), Maler und Grafiker
- Gumberta Pichler (1911–1945), Steyler Missionsschwester und Märtyrin
- Johann Pölz (1920–1978), Werkmeister, Politiker und Abgeordneter zum Nationalrat
- Frieda Berryhill (1922–2012), in die USA ausgewanderte Anti-Atomkraft-Aktivistin
- Franz Dorfer (1950–2012), Boxer
- Kilian Fischhuber (* 1983), Weltcupgesamtsieger und Vizeweltmeister im Bouldern
- Arnulf Fritsch (1926–2014), Chirurg und Hochschullehrer
- Sebastian Göttlinger (* 1980), Beachvolleyball-Spieler
- Günther Groissböck (* 1976), Opernsänger, Stimmlage Bass
- Ludwig Halauska (1827–1882), Maler
- Norbert Haselsteiner (* 1957), Bezirkshauptmann
- Mathäus Jurkovics (* 1998), Volleyballspieler
- Elisabeth Kales-Wallner (1951–2005), Operettensoubrette und Kammersängerin
- Christian Krall-Wartlsteiner (* 1955), Autor
- Rainer Küchl (* 1950), Konzertmeister der Wiener Philharmoniker
- Josef Otto Lämmel (1891–1980), Schriftsteller, Journalist und Politiker
- Jörg Leichtfried (* 1984), Jazzmusiker
- Richard Lietz (* 1983), Rennfahrer
- Franz Peyerl (1920–2011), Politiker und Gewerkschafter
- Paul Rebhun (1505–1546), lutherischer Pastor, Pädagoge und Dramatiker
- Gisela Salcher (* 1969), Schauspielerin
- Anselm Salzer (1856–1938), Literaturhistoriker
- Alfredo Schäffler (* 1941), katholischer Geistlicher und emeritierter Bischof von Parnaíba
- Bernhard Scherz (* 2007), Fußballtorwart
- Evelyn Schlag (* 1952), Schriftstellerin
- Christian Schlögl (1961–2024), Informationswissenschaftler und Fachbuchautor
- Heinrich Schmid (1885–1949), Architekt
- Alexander Schnabel (* 1987), Politiker (FPÖ)
- Elfriede Schüsseleder (* 1951), Schauspielerin
- Wolfgang Sobotka (* 1956), österreichischer Politiker (ÖVP) und Nationalratspräsident
- Georg Zellhofer (* 1960), Fußballspieler und -trainer
- Otto Zinöder (* 1956), Boxer

### Personen mit Bezug zur Gemeinde
- Carl Debrois van Bruyck (1828–1902), österreichischer Pianist, Komponist und Musikschriftsteller
- Sergius Pauser (1896–1970), österreichischer Maler
- Max Lakitsch (1927–2020), Beamter, Abgeordneter zum Oberösterreichischen Landtag und Mitglied des Bundesrates
- Claus Raidl (1942–2024), Präsident der Oesterreichischen Nationalbank
- Anton Steiner (* 1958), Ex-Skirennläufer und Olympiamedaillengewinner
- Thomas Sykora (* 1968), Slalom-Weltcupsieger 1996/97 und 1997/98, Präsident des Fußballvereines FC Harreither WY

Aberkannte Ehrenbürgerschaft
- Adolf Hitler (1889–1945); Waidhofen an der Ybbs war eine der letzten Städte weltweit, in der Hitler eine Ehrenbürgerschaft innehatte. Man vertrat die Position, eine Ehrenbürgerschaft sei mit dem Tod des Betroffenen automatisch erloschen. Dennoch wurde mit einstimmigem Feststellungsbeschluss des Gemeinderats im April 2012 die Ehrenbürgerschaft widerrufen.[35]

## Waidhofen in der Literatur
Waidhofen an der Ybbs ist einer der zentralen Handlungsorte des Erstlingsromanes Laßt die Bären los! des amerikanischen Schriftstellers John Irving, der in seinen Werken immer wieder auf Österreich Bezug nimmt.